# Чинипас (муниципалитет)
Чи́нипас (исп. Chínipas) — муниципалитет в Мексике, штат Чиуауа, с административным центром в городке Чинипас-де-Альмада. Численность населения, по данным переписи 2010 года, составила 8441 человек.

## Общие сведения
Название Chínipas было заимствовано у индейцев, проживавших в этом регионе.
Площадь муниципалитета равна 1990 км², что составляет 0,8 % от общей площади штата, а наивысшая точка — 2300 метров, расположена в поселении Ла-Кумбре.
Он граничит с другими муниципалитетами штата Чиуауа: на севере с Уруачи, на востоке с Гуасапаресом, а на юге и западе с другим штатом Мексики — Сонора.

## Учреждение и состав
Муниципалитет был образован в 1820 году, в его состав входит 165 населённых пунктов, самые крупные из которых:
| Код INEGI                  | Населённый пункт                                                                                       | Численность населения (2005 год) | Численность населения (2010 год) |
| -------------------------- | --- | -------------------------------- | -------------------------------- |
| 020                        | Всего                                                                                                  | 7471                             | 8441                             |
| 0001                       | Чинипас-де-Альмада (исп. Chínipas de Almada) 27°23′35″ с. ш. 108°32′10″ з. д. (административный центр) | 1670                             | 1934                             |
| 0077                       | Мильпильяс (исп. Milpillas) 27°12′24″ с. ш. 108°38′44″ з. д.                                           | 942                              | 1025                             |
| 0066                       | Игнасио-Валенсуэла-Лагарда (исп. Ignacio Valenzuela Lagarda (Loreto)) 27°45′06″ с. ш. 108°33′39″ з. д. | 403                              | 581                              |
| 0083                       | Пальмарехо (исп. Palmarejo) 27°23′53″ с. ш. 108°24′37″ з. д.                                           | 266                              | 425                              |
| 0015                       | Бенхамин-Чапарро (исп. Benjamín M. Chaparro (Santa Ana)) 27°38′10″ с. ш. 108°31′51″ з. д.              | 236                              | 343                              |
| 0037                       | Лас-Чинакас (исп. Las Chinacas) 27°14′34″ с. ш. 108°38′50″ з. д.                                       | 287                              | 308                              |
| —                          | Прочие                                                                                                 | 3667                             | 3825                             |
| Названия на карте Генштаба | |                                  |                                  |

## Экономика
По статистическим данным 2000 года, работоспособное население занято по секторам экономики в следующих пропорциях:
- сельское хозяйство и скотоводство — 58,5 %;
- производство и строительство — 14 %;
- торговля, сферы услуг и туризма — 25 %;
- безработные — 2,5 %.

## Инфраструктура
По статистическим данным 2010 года, инфраструктура развита следующим образом:
- электрификация: 37,8 %;
- водоснабжение: 62,5 %;
- водоотведение: 27,9 %.